# Wenus z lustrem (obraz Diega Velázqueza)

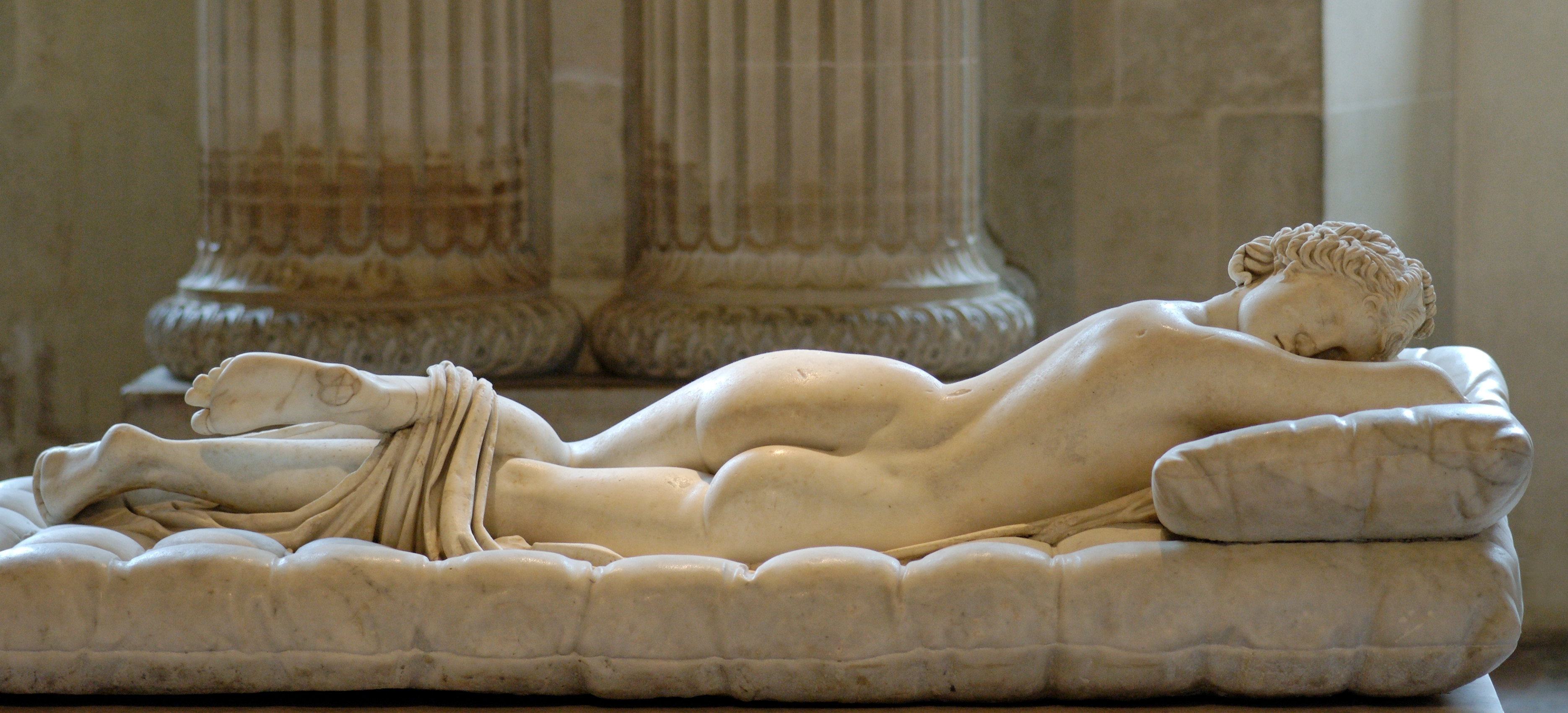
Rzeźba Śpiącego Hermafrodyty z II w. p.n.e. z kolekcji Borghese, obecnie Muzeum Luwr

Wenus z lustrem, też Wenus przy lustrze, Toaleta Wenus, Rokeby Wenus (hiszp. Venus del espejo) – portret olejny Diega Velázqueza z ok. 1650 roku.
Malowanie nagich kobiet przez hiszpańskich artystów było, z powodu inkwizycji i kar (ekskomuniki lub banicji), bardzo niebezpieczne. To dlatego do dziś przetrwało bardzo niewiele aktów z XVII- i XVIII-wiecznej Hiszpanii. Jest to jedyny znany akt autorstwa Velázqueza i jeden z dwóch aktów zachowanych z tego okresu. Autorem drugiego był Francisco Goya, a jego tytuł to Maja rozebrana.

## Inspiracja
Według historyków sztuki inspiracją dla Velázqueza mogła być naga rzeźba antyczna śpiącego Hermafrodyty, którą widział w pierwszej swojej podróży po Rzymie w kolekcji Borghese lub inna rzeźba Ariadny z ówczesnej kolekcji z rzymskiej Villi Medici. Malarz mógł się również wzorować na wizerunkach nagich kobiet malowanych przez Tycjana i Veronesa, jednakże krągłość i smukłość kształtów różni się od znanych modeli rubensowskich kobiet, co również nie wytrzymuje tej hipotezy. Data obrazu także była tematem sporu historyków. Jedni twierdzili, iż obraz powstał przed drugim wyjazdem artysty do Rzymu, bo już wówczas dzieło miało wisieć w Madrycie, drudzy obstają przy dacie 1650-1651, twierdząc, że dzieło musiało powstać w Rzymie, skąd zostało przywiezione. Hipotezę tę uzasadnia się Inkwizycją i jej wpływem na twórczość ówczesnych artystów. Do aktu mogła pozować mistrzowi jego kochanka Flamina Triva.

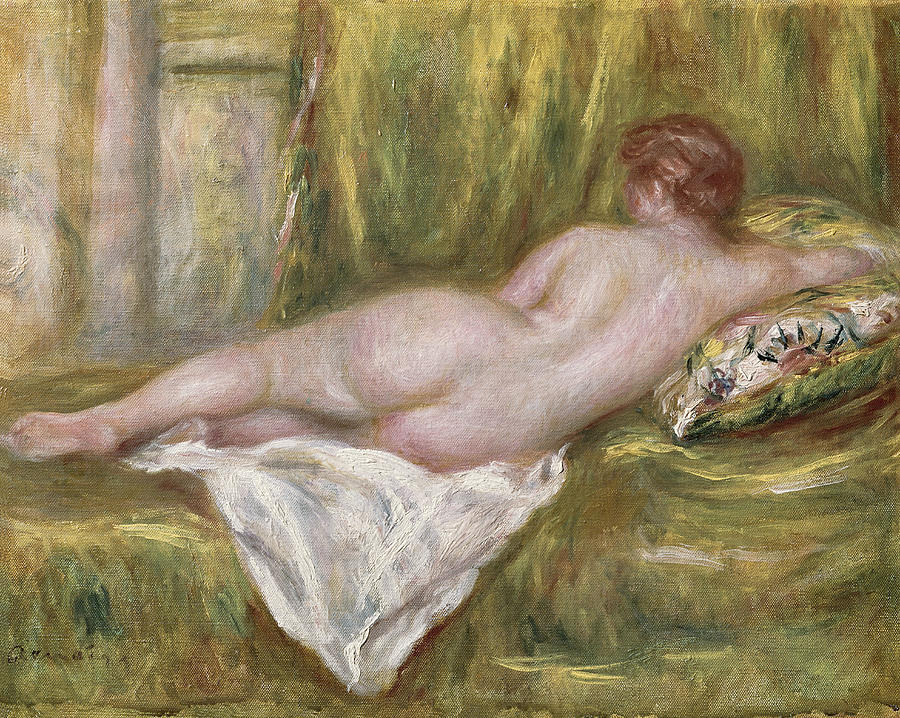
Naga śpiąca od pleców z 1909 roku autorstwa Pierre Auguste Renoir

## Tematyka i symbolika
Dzieło przedstawia młodą kobietę, identyfikowaną często z boginią Wenus, leżącą tyłem do widza na srebrzystej tkaninie podkreślającej biel i aksamitność skóry modelki. Dziewczyna spogląda w lustro podtrzymywane przez Kupidyna. Według interpretatorów pozycja modelki nawiązywać ma do poczucia wstydu i przyzwoitości, według innych scena jest alegorią moralną, gdzie lustro symbolizuje nietrwałość piękna i życia. Kupidyn przy lustrze ma skrzyżowane dłonie oplecione szarfą do zawieszenia lustra. Gest dłoni ma symbolizować więź, jaka łączy boga miłości z boginią Wenus i jego oddanie.
Postać Kupidyna, jak i odbicie w lustrze zostały silnie przemalowane już po powstaniu dzieła. Jak wykazały badania spektrograficzne, prawdopodobnie naga niewiasta była początkowo sama na płótnie. Kto domalował postać Kupidyna i lustro nie wiadomo dokładnie, choć wspomina się o zięciu malarza, Juanie del Mazo.
braz Velázqueza doczekał się wielu naśladowców – podobne akty stworzyli m.in. Renoir, Chagall i Vincent van Gogh. 

## Obiekt wandalizmu

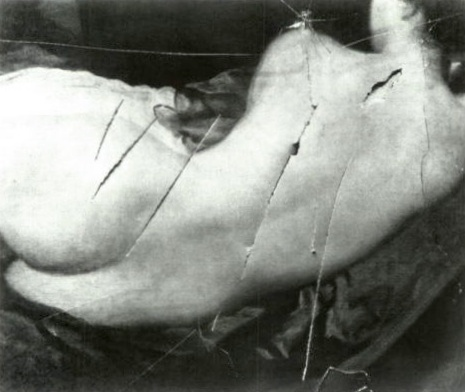
Uszkodzenia powstałe wskutek ataku Mary Richardson w 1914 roku

W XX wieku obraz spotkał się z wielką krytyką sufrażystek. 10 marca 1914 roku jedna z nich, Mary Richardson, uszkodziła obraz siedmioma uderzeniami siekiery. Obraz został poddany renowacji. Przeprowadzone wówczas badania rentgenowskie ukazały liczne poprawki Velázqueza. Dopiero w 1966 roku obraz powrócił jako eksponat do muzeum.

## Proweniencja
Prawdopodobnie dzieło powstało dla prywatnego użytku malarza lub dla don Gaspara Méndeza de Haro y Guzmana, markiza del Carpio y de Heliche. W XIX wieku Wenus z lustrem, jak i wspomniana Maja rozebrana, były własnością ministra Manuela Godoya. Przed 1905 rokiem obraz znajdował się w kolekcji J.B.S. Moriita w Rokeby Hall, w Yorkshire, a w 1906 roku został przekazany do National Gallery.